# Maurice Delannoy
Maurice Delannoy (Parigi, 14 marzo 1885 – Parigi, 26 aprile 1972) è stato uno scultore, incisore e medaglista francese.

## Biografia
Maurice Delannoy ha studiato presso l'Ecole Germain Pilon, dove è stato l'allievo di Charles Valton e di Julius Edward Roine.
È stato membro della Société des artistes français, e ricevette una medaglia di prima classe nel 1931.
Delannoy è stato nominato Cavaliere della Legion d'onore nel 1947.

## Opere

### Medaglie
- Le tre medaglie esposte nel Musée d'Orsay di Parigi:
  - Maurice Barrès
  - San Francesco d'Assisi
  - Diana
- Paul Valéry (1934)
- D'après l'antique
- Medaglia per Assistance publique.

## Galleria d'immagini

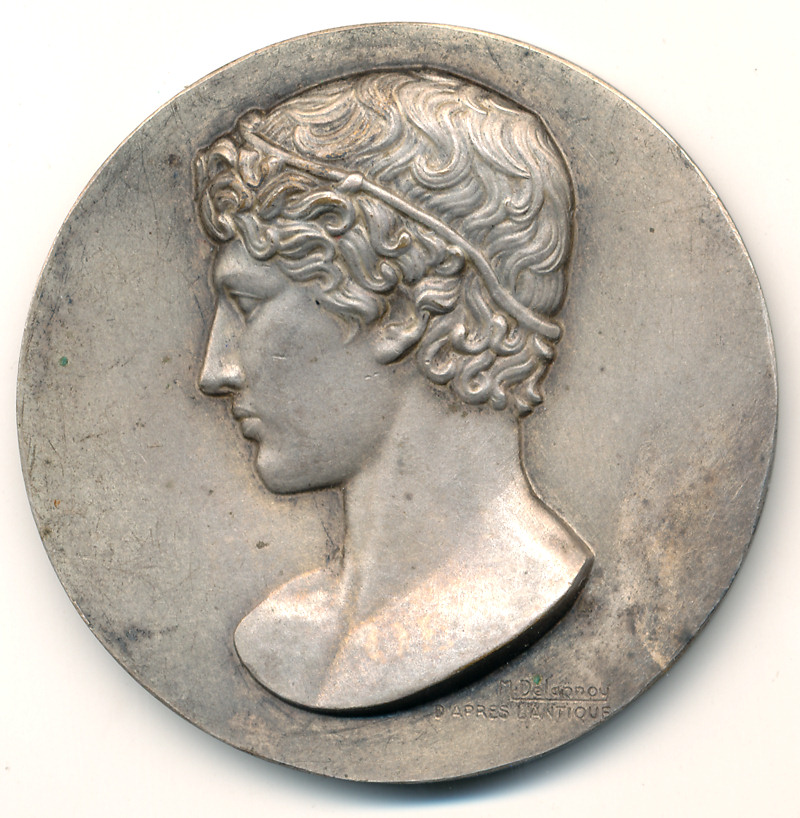
Medaglia di bronzo argentato, 50 mm, incisa da Delannoy
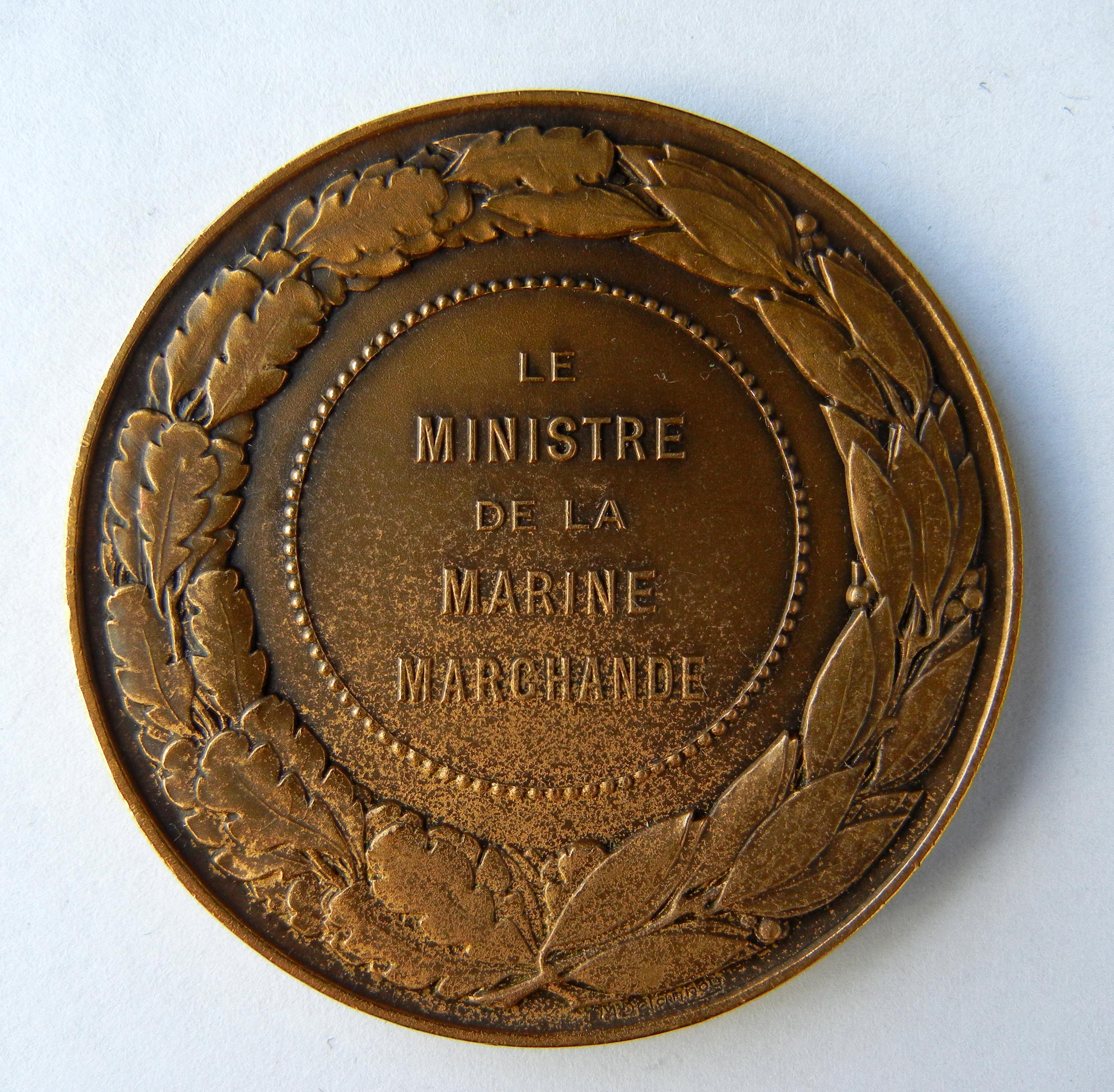
Medaglia Ministro della Marina, incisa da Maurice Delannoy.